# Ruta Estatal de Nevada 232
La Ruta Estatal de Nevada 232, y abreviada SR 232 (en inglés: Nevada State Route 232) es una carretera estatal estadounidense ubicada en el estado de Nevada. La carretera inicia en el Sur desde 5 millas al sur de Steeles Creek hacia el Norte en la US 93 . La carretera tiene una longitud de 23,4 km (14.531 mi).

## Mantenimiento
Al igual que las autopistas interestatales, y las rutas federales y el resto de carreteras estatales, la Ruta Estatal de Nevada 232 es administrada y mantenida por el Departamento de Transporte de Nevada por sus siglas en inglés Nevada DOT.